# Гедеон (Покровский)
Епи́скоп Гедео́н (в миру Генна́дий Петро́вич Покро́вский; 1844, Болховский уезд, Орловская губерния — 1922) — епископ Русской православной церкви, богослов, миссионер, педагог. Епископ Владикавказский и Моздокский.

## Биография
Родился в 1844 году в семье псаломщика Орловской епархии.
В 1869 году окончил Орловскую духовную семинарию со званием студента.
13 февраля 1872 года рукоположён во священника к Преображенской соборной церкви города Болохва Орловской епархии.
Овдовев, в 1874 году поступил в число братии Мещовского монастыря Калужской епархии. 7 апреля 1875 года пострижен в монашество.
1 сентября 1881 года поступил в Киевскую духовную академию.
В 1884 году, по окончании 4-го курса Киевской духовной академии со степенью кандидата, 1 сентября 1884 года отправлен в Японскую духовную миссию и назначен преподавателем священного писания и нравственного богословия в Токийской духовной семинарии.
В 11 декабря 1885 году по болезненному состоянию уволен от службы при Миссии и определён в число братии Болховского Троицкого Оптина монастыря.
С 27 марта 1887 года — преподаватель Казанской духовной семинарии по Основному, Догматическому и Нравственному богословию.
С 30 января 1888 года — смотритель Холмского духовного училища.
23 августа 1888 года защитил диссертацию на тему: «Археология и символика ветхозаветных жертв» и удостоен степени магистра богословия.
1 января 1889 года возведён в сан архимандрита и 20 сентября назначен ректором Холмской духовной семинарии.
4 декабря 1891 года архимандриту Гедеону повелено быть епископом Люблинским, викарием Холмско-Варшавской епархии. 12 января 1892 года в Александро-Невской лавре хиротонисан во епископа Люблинского.
22 декабря 1896 года уволен на покой.
С 6 ноября 1899 года — епископ Прилуцкий, викарий Полтавской епархии. Прибыл в Полтаву 28 ноября.
С 12 августа 1904 года — епископ Владикавказский и Моздокский. Много времени уделял миссионерской работе.
16 сентября 1908 года уволен на покой, согласно прошению, по болезни, с местопребыванием на подворье Второ-Афонского Успенского монастыря в Пятигорске.
24 января 1909 года перемещён в Лубенский Мгарский Спасо-Преображенский монастырь Полтавской епархии.
Скончался в 1922 году.

## Сочинения
- «Археология и символика ветхозаветных жертв», Магистерская диссертация, Казань, 1888.
- «Преосвященный Николай — начальник правосл. рус. миссии в Японии: [Речь преосвящ. Гедеона, еп. Прилукского]». Полтава, 1900
- «Мои избранные воспоминания», «Кормчий» 1913, № 26-37, 39.